# Словеначка књижевност
Словенска књижевност је књижевност писана на словеначком језику. Протеже се кроз све књижевне жанрове са историјски најраспрострањенијим жанром фантастике. Романтична епска поезија 19. века коју је писао водеће име словеначког књижевног канона, Франце Прешерен, инспирисала је готово сву каснију словеначку књижевност.
Књижевност је одиграла важну улогу у развоју и очувању словеначког идентитета јер словеначки народ није имао своју државу све до 1991. године након што је Република Словенија настала распадом Југославије. Поезија, наративна проза, драма, есеј и критика одржали су словеначки језик и културу у животу, омогућивши – по речима Антона Слодњака – да Словенци постану права нација, посебно у недостатку мушких атрибута попут политичке моћи и ауторитета.

## Рана књижевност
Постоје извештаји који наводе постојање усмене књижевне традиције која је претходила словеначкој писаној књижевности. Ово је углавном било састављено од народних песама, али и прозе, која је укључивала приче о митовима, бајкама и приповеткама.

### Први писани текст
Најранији документи писани на старословенском језику су фрајзиншки рукописи (Brižinski spomeniki), датирани између 972. и 1022. године, пронађени 1803. године у Фрајзингу, Немачка. Ова књига је написана са циљем ширења хришћанства на алпске Словене и садржала је термине који се тичу институција власти као што су област (власт), господ (господар) и рота (заклетва).

### Прве књиге
Прве штампане књиге на словеначком језику биле су Катехизам и Абецедаријум, које је написао протестантски реформатор Примож Трубар 1550. године и штампане у Швебиш Халу. На основу дела Трубара, који је од 1555. до 1577. године превео на словеначки језик и објавио цео Нови завет, Јуриј Далматин је превео целу Библију на словеначки од ц. 1569. до 1578. и објавио 1583. године. У другој половини 16. века словеначки је постао познат другим европским језицима помоћу вишејезичног речника, који је саставио Хијероним Мегисер. Од тада је свака нова генерација словеначких писаца допринела растућем корпусу текстова на словеначком. Конкретно, Arcticae horulae Адама Бохорича, прва словеначка граматика и Postilla Slovenska Себастјана Креља, постали су основа развоја словеначке књижевности.